# Adrian Păunescu
Adrian Păunescu (20 juillet 1943 à Copăceni, Bălți — actuelle République de Moldavie — 5 novembre 2010 à Bucarest) est un journaliste et homme politique roumain d'origine moldave, d'abord communiste, ensuite nationaliste ; il publia également des romans et des poèmes.

## Biographie
En 1973, sur instructions du Parti communiste roumain il crée le cénacle « La Flamme » (Cenaclul Flacăra (ro)), mouvement de jeunesse à la fois communiste et littéraire qui durera jusqu'en 1989. Écrivain prolifique (plus de 50 ouvrages). Sa poésie, sentimentale et mélancolique, plaisait d'autant plus qu'il prenait des libertés d'expression que d'autres poètes n'auraient pas pu se permettre, cette liberté lui étant concédée en raison de son statut de laudateur quasi officiel des époux Nicolae et Elena Ceaușescu.
Après la chute de la dictature en 1989 il se revendiqua, ainsi que toute la nomenklatura, comme nationaliste et chrétien : à ce titre il intervint à la télévision roumaine plusieurs fois par semaine dans un style revendiqué comme populiste. Bien qu'il lui soit reproché son passé de thuriféraire du régime communiste, il resta populaire auprès des publics qui avaient profité de la dictature et la regrettaient. Le quotidien roumain România liberă l'a qualifié de « poète de cour de Ceaușescu, considéré comme un héros par le beauf de base tandis que les intellectuels contestent sa valeur tant morale que littéraire et affirment que par ses outrances, Păunescu a continué à servir les intérêts de la nomenklatura, a dégrader l'image du pays à l'étranger et à égarer les électeurs dans les marais nauséabonds du chauvinisme ». 
Il est aussi en 1996 le candidat du PSM à l'élection présidentielle. Il y remporte 0,7 % des suffrages exprimés.
Dans ses condoléances, le président roumain Traian Băsescu le crédite d'avoir aidé une génération de jeunes artistes. Păunescu est inhumé dans le « carré des célébrités » du Cimetière Bellu de Bucarest le 7 novembre 2010, après des obsèques quasi-nationales.

### Liens officiels
- (ro) Păunescu sur Blogspot (blog officiel)
- (ro) Păunescu sur AdrianPaunescu.ro (site officiel)

### Écrits
- (ro) Poésie de Păunescu
- (ro) Deux poèmes controversés de Păunescu
- (ro) Lettre de 1982 à Ceaușescu sur Cotidianul (en) (via Archive.org)

### Autres
- Notices d'autorité :   - VIAF
  - ISNI
  - BnF (données)
  - IdRef
  - LCCN
  - GND
  - Belgique
  - Pays-Bas
  - Pologne
  - Israël
  - NUKAT
  - Tchéquie
  - Portugal
  - Grèce
  - WorldCat
- Ressource relative à la vie publique :   - Assemblée parlementaire du Conseil de l'Europe
- Ressource relative à la musique :   - MusicBrainz
- (ro) Păunescu évoqué par Constantin Pîrvulescu (orthographié Constantin Pârvulescu